# NGC 7607
NGC 7607 (również IC 1480) – gwiazda podwójna znajdująca się w gwiazdozbiorze Pegaza. Zaobserwował ją Wilhelm Tempel 5 sierpnia 1880 i skatalogował jako obiekt typu „mgławicowego”.